# Churuya
Churuya, bisanigua o guaigua era una etnia indígena originaria que habitaba en la región del actual municipio de Vista Hermosa (Meta), Colombia. Hablaban una lengua de la familia guahibo.
En 1876, sobrevivían al menos 300 personas churuya. Vivían en la aldea de El Piñal y su subsistencia se basaba la caza, la pesca, recolección y cultivos de yuca, maíz, plátano, ñame, ají y chonque. Parte del año estaban en la aldea, pero estacionalmente viajaban en grupos de 8 a 20 personas.